# رقم التعريف الدولي للأوراق المالية
رقم التعريف الدولي للأوراق المالية (بالإنجليزية: International Securities Identification Number)‏ أو معيار الرقم العالمي (ISO 6166) إختصار (ISIN) هو رقم دولي لتعريف الأوراق المالية، يُستخدم هذا الرقم الفريد لتعريف وتحديد الأوراق المالية المختلفة مثل الأسهم والسندات في الأسواق المالية العالمية. يتكون رقم ISIN من 12 حرفًا، حيث تشمل رموزًا للحروف والأرقام، ويتضمن ثلاث أجزاء: رمز البلد المكون من حرفين، ورقم تعريف فريد مكون من تسعة أرقام، ورقم تحقق واحد.